# Пуцу-Греч
Пуцу-Греч (рум. Puțu Greci) — село у повіті Джурджу в Румунії. Входить до складу комуни Гряка.
Село розташоване на відстані 38 км на південний схід від Бухареста, 40 км на північний схід від Джурджу.

## Населення
За даними перепису населення 2002 року у селі проживали 434 особи.
Національний склад населення села:
| Національність | Кількість осіб | Відсоток |
| -------------- | -------------- | -------- |
| румуни         | 427            | 98,4%    |
| цигани         | 7              | 1,6%     |

Рідною мовою назвали:
| Мова      | Кількість осіб | Відсоток |
| --------- | -------------- | -------- |
| румунська | 427            | 98,4%    |
| циганська | 7              | 1,6%     |